# Мартин Веркерк
Мартин Веркерк (хол. Martin Willem Verkerk; рођен 31. октобра 1978) је бивши холандски тенисер.

## Каријера
Највећи успех у каријери му је финале Ролан Гароса 2003. године. У финалу је изгубио од Хуана Карлоса Ферера (1-6, 3-6, 2-6). Освојио је два турнира: Милано 2003. и Амерсфорт 2003. године. На гренд слем турнирима никад није долазио даље од трећег кола изузев тог финала. Каријеру су му означиле честе повреде, па је то вероватно један од разлога слабих резултата.

## Гренд слем финала

### Појединачно: 1 (0–1)
| Исход     | Бр. | Година | Турнир      | Подлога | Противник          | Резултат      |
| --------- | --- | ------ | ----------- | ------- | ------------------ | ------------- |
| Финалиста | 1.  | 2003.  | Ролан Гарос | Шљака   | Хуан Карлос Фереро | 1–6, 3–6, 2–6 |